# Burrito (comida)
El burrito, burro, burrito de harina, taco de harina es un platillo mexicano que consiste en una tortilla de harina de trigo enrollada en forma de ovoide rellena de diversos ingredientes y que se suele acompañar de frijoles refritos. Se hace siempre doblando una tortilla usualmente de menor tamaño que la del burrito alrededor del relleno, que puede ser prácticamente de cualquier alimento o guiso.

## Historia
En su libro —La Vida en México (1843)— la noble escocesa, Frances Erskine Inglis, durante un viaje por Michoacán, comentó que “burro” era una tortilla rellena, en este caso, con queso: 

“. . . los caballeros de Morelia, sufriendo por su cortesía de habernos escoltado, a las dos doncellas de los baños, náyades de las fuentes termales, compadeciéndose de nuestra condición de hambre, vinieron a ofrecer sus servicios; uno me preguntó si me gustaría "comerme un burro mientras tanto". Siendo un burro un asno, me sorprendió bastante la proposición y le aseguré que preferiría infinitamente esperar un poco más, antes de recurrir a una medida tan desesperada. "Algunas personas las llaman pecadoras", dijo su hermana. Ante esto, los caballeros acudieron en nuestro auxilio, y al momento se ordenaron burros o pecadoras. Resultaron ser tortillas calientes, con queso, y nos parecieron particularmente buenas”.

 Históricamente, burrito era el nombre regional para lo que se conoce como taco, una tortilla enrollada con comida adentro, en otras regiones del país norteamericano. La palabra "burrito" aparece en el Diccionario de Mexicanismos de Félix Ramos y Duarte de 1895, donde se identifica como un término regional de Guanajuato y es definido como una: 

"Tortilla enrollada, con carne u otra comida dentro, que en Yucatán llaman codzito, y en Cuernavaca y México, taco.

 Actualmente, solamente la grafía kodzito aparece en el DLE.

En su—Diccionario de Mejicanismos (1959)— el filólogo y lingüista mexicano, Francisco Javier Santamaría, identifica el término burrito como un regionalismo del estado de Guerrero, para lo que se conoce como taco en otras regiones, y coorto en Yucatán; mientras que en Sinaloa significa, específicamente, un “taco de sal”.

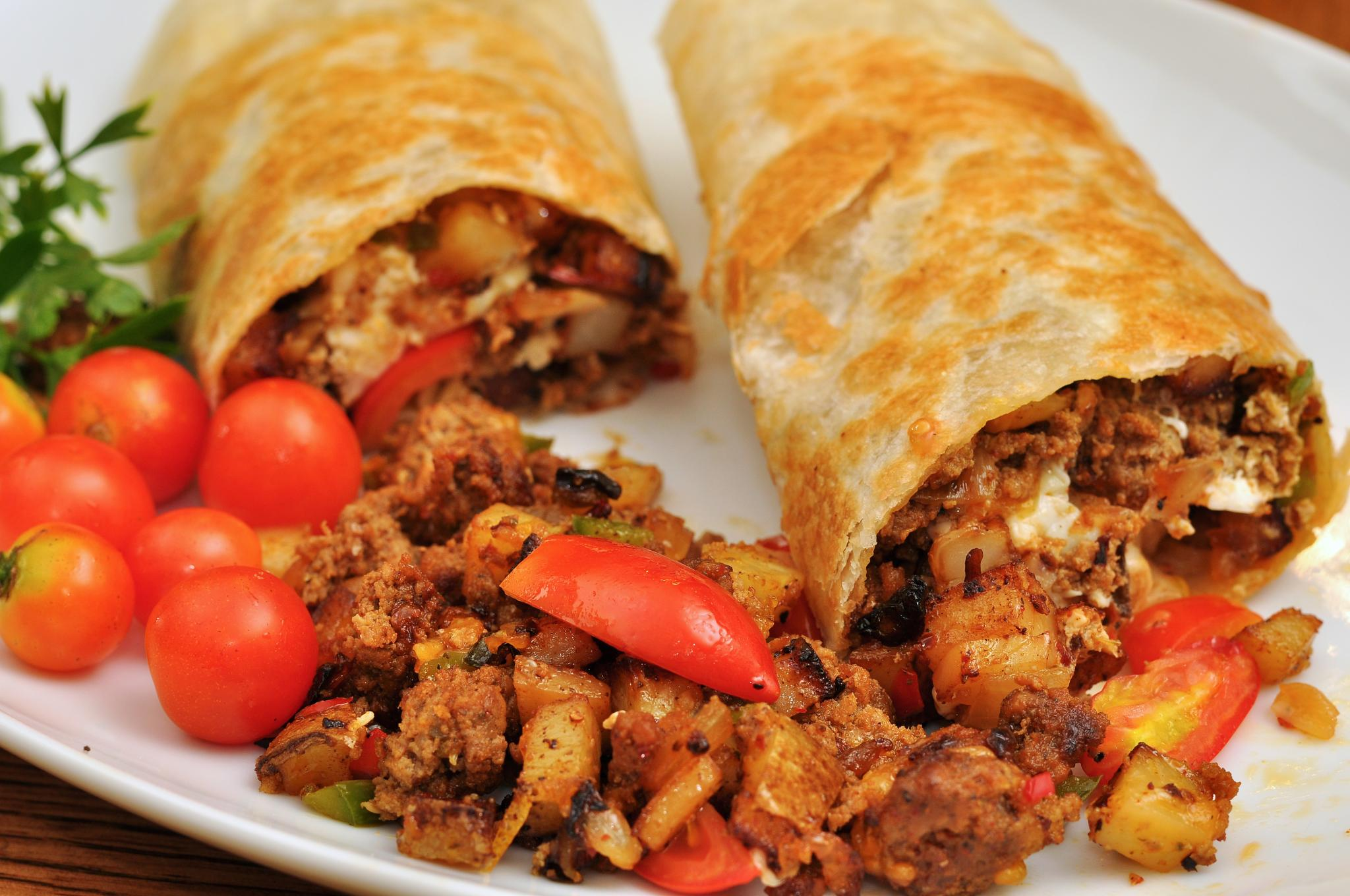
Burritos de tortillas fritas de los Estados Unidos.

En el libro Vocabulario Sonorense (1966), el escritor y político sonorense, Horacio Sobarzo Díaz, menciona lo mismo al escribir que la palabra burro era un regionalismo para lo que se conoce como taco, pero argumenta que es del estado de Sonora y que se originó porque anteriormente se vendía carne de burro en lugar de res: 

Burro, s.m. Envoltorio de tortilla con carne o algún otro alimento, taco. Alude el vocablo a la carne de burro que ha sido apetecida por nuestros indígenas. La carne seca del vacuno es muy gustada en Sonora, y se ha observado en algunas ocasiones que, aprovechándose esta circunstancia, se trafique fraudulentamente con carne oreada de burro. Es de presumirse que en lugares donde se servían fritangas se diera gato por liebre, y aludiéndose a ello maliciosamente se denominara burro al taco.

### Etimologías populares
La fecha de publicación en 1895 del Diccionario de mejicanismos, desacredita una etimología apócrifa en la que se dice que la palabra "burritos" se originó durante el periodo de la Revolución Mexicana (1910-1921) en referencia al burro, de Juan Méndez, un vendedor de burritos en el barrio Bella Vista de Ciudad Juárez, Chihuahua. Para mantener la comida caliente, Méndez la envolvía en grandes tortillas de harina caseras debajo de un pequeño mantel. A medida que la "comida del burrito" creció en popularidad, "burrito" fue finalmente adoptado como el nombre de este alimento, 
Otra versión de origen sonoroense es que el burrito en sus inicios era solamente preparado con carne machaca (carne seca que originalmente era de burro o caballo) y por eso se le llamaba burrito.

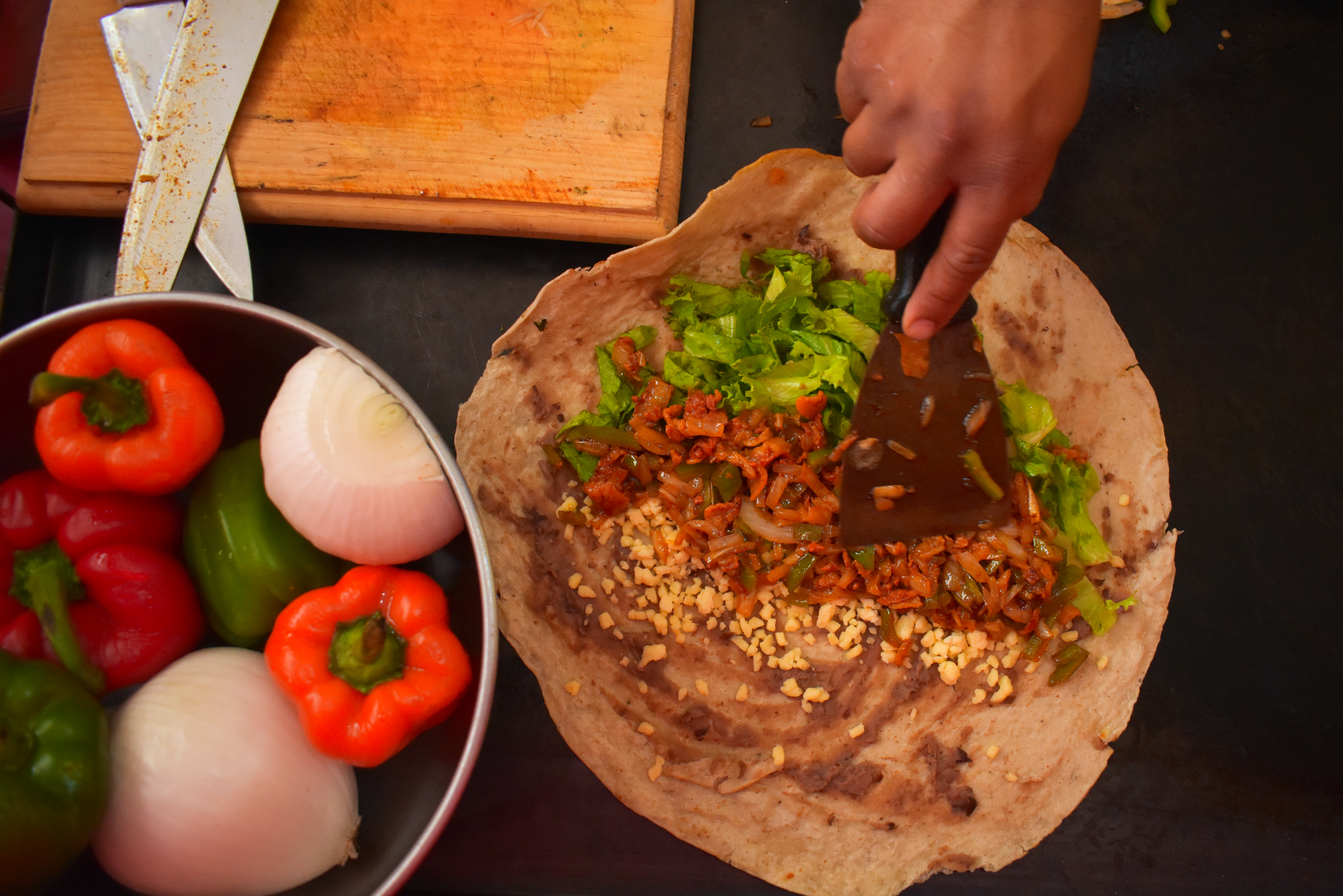
Burrito de carne de puerco tipo pastor, elaborado en Ecatepec de Morelos, Estado de México.

El nombre posiblemente se deriva de la apariencia de la tortilla de trigo enrollada, que vagamente se asemeja a la oreja de un burro, o por las cobijas enrolladas y paquetes que los burros cargaban.